# Horní Falc
Horní Falc (německy Oberpfalz) je jeden ze sedmi vládních obvodů Svobodného státu Bavorsko v Německu. Nachází se na východě Bavorska u hranice s Českou republikou.
Název Oberpfalz region získal kolem roku 1329, uzavřením smlouvy z Pavie. V tomto období region patřil šlechtickému rodu Wittelsbachů. Několik let poté se část regionu známá jako Česká Falc stala českou korunní zemí.

## Administrativní členění
Správní obvod Horní Falc zahrnuje 3 městské okresy a 7 zemských okresů:

### Městské okresy
1. Amberg
2. Řezno (Regensburg)
3. Weiden in der Oberpfalz (WEN)

### Zemské okresy
1. Amberg-Sulzbach (AS)
2. Cham (CHA)
3. Neumarkt in der Oberpfalz (NM)
4. Neustadt an der Waldnaab (NEW)
5. Řezno (Regensburg; R)
6. Schwandorf (SAD)
7. Tirschenreuth (TIR)

## Obyvatelstvo
| Rok       | 1840    | 1871    | 1900    | 1925    | 1939    | 1950    | 1961    | 1970    | 1987    | 2004      | 2016      | 2018      |
| Obyvatelé | 459 571 | 501 950 | 558 394 | 636 845 | 694 742 | 905 822 | 898 580 | 963 833 | 969 858 | 1 090 289 | 1 098 378 | 1 109 269 |

Statistiky odrážejí stálý růst, ale to by se nemělo přeceňovat. Místní rozdíly jsou markantní. V současnosti město a okres Řezno dynamicky rostou, zatímco na severu Horní Falce počet obyvatel klesá již 20 let. Podíl cizinců je v současnosti (2018) na 8,75 %, a tedy výrazně pod bavorským průměrem (13,20 %). Přebytek úmrtí 2960 osob kontrastoval s nárůstem migrace o 12 138 lidí v roce 2015. V roce 2017 činil přebytek úmrtí 1 963 lidí z 9 982 narozených. Pouze město Řezno vykázalo pozitivní přirozený růst populace (2017) (+ 201 osob).

## Řeč
Celá Horní Falc, s výjimkou francké jazykové enklávy Neustadt am Kulm, patří do oblasti bavorského jazykového nářečí.
Severobavorským nářečím se mluví na severu a uprostřed Horní Falce, na jihu – od Waldmünchenu a Burglengenfeldu – začíná široká jazyková kombinace s prvky severo a střednobavorského dialektu. V povodí řeky Cham mají dialekty sklon k dolnímu Bavorsku a v oblasti Řezna k hornímu Bavorsku. Mezi mluvčími z Řezna a Straubingu je jasný rozdíl, přestože Straubing stále patří do této smíšené zóny.
Severní bavorština je primitivní varianta Bavorštiny, stále si zachovává mnoho archaismů, které již vymizely v oblasti centrálního bavorského jazyka. Má mnoho fonetických zvláštností, z nichž některé sdílí se sousedními východofranskými dialekty. Severní bavorák je zvláště charakteristický „padlými dvojhláskami“ (patří mezi ně mimo jiné: Uo, ië a üe) a dvojhláskami mezi středoněmeckými dlouhými samohláskami â, ô, ê a œ; Například standardní německá slova Bruder (bratr), Brief (dopis) a müde (unavený) zde vyslovují Brouda, Brejf a mejd namísto Bruada, Briaf a miad (zachovalé dvojhlásky) jako ve středobavorském nářečí jižně od Dunaje. Dále například standardní německá Schaf (ovce) zde vyslovována Schòuf (středobavborsky Schòòf), rot (červená) zde ròut / rout (středobavorsky red / rout), Schnee (sníh) zde Schnèj (středobavorsky Schnèè), nebo böse (zlý) zde bèjs (středobavorsky Bèès).
Dialekty na západě a severozápadě oblasti výskytu severního bavorského dialektu se také vyznačují zvýrazněním samohlásek e (a ö po zaokrouhlování) a o na i a u, např. Vuugl a Viigl, na rozdíl od jižnějších forem Voogl a Veegl pro standardní jazyk Vogel (pták) a Vögel (ptáci). Toto zvýraznění je také považováno za charakteristický (východní) franský rys. Na severovýchodě jazykové oblasti se tyto zvuky stávají dvojhláskami ua a ia, tj. Vuagl a Viagl.
Většina zdrobnělin a forem zvířat obvykle končí na -(a)la, v jednotném čísle na -(a)l, například Moidl = Mädchen (dívka), d ’Moi (d) la =die Mädchen (dívky). Koncovka -en po k, ch a f byla v severních bavorských dialektech zachována jako souhláska, například hockn, stechn, hoffn, Soifn (= mýdlo). V jižnějších severobavorských dialektech, stejně jako v centrálních bavorských dialektech a dále na jih, je běžnější -a, tj. Hocka, stecha, hoffa, Soifa.

## Největší města Horní Falce
| Město      | Okres                                  | Počet obyvatel | Obrázek |
| ---------- | -------------------------------------- | -------------- | ------- |
| Řezno      | městský okres                          | 153.094        |         |
| Weiden     | městský okres                          | 42.743         |         |
| Amberg     | městský okres                          | 42.207         |         |
| Neumarkt   | zemský okres Neumarkt in der Oberpfalz | 40.277         |         |
| Schwandorf | zemský okres Schwandorf                | 29.130         |         |

## Geografie
Horní Falc je krajina s nízkými horskými pásmy a v rovinatějších oblastech s mnoha rybníky a jezery. Ve srovnání s ostatními regiony v Německu má venkovský charakter, je řídce osídlen a hraničí (ve směru hodinových ručiček od severu) s Horními Franky, Českou republikou, Dolním Bavorskem, Horním Bavorskem a Středními Franky.
Pozoruhodné krajinné celky jsou:
- Stiftland, bývalé císařské léno a panství kláštera Waldsassen s tržním městem Konnersreuth, klášterem Fockenfeld, městem Waldsassen a asi 150 dalšími lokalitami
- Hornofalcký les s hlubokými údolími a mnoha hrady
- Hornofalcká jezerní oblast s velkým Steinberským jezerem
- Hornofalcká Jura, součást franské Jury
- Steinwald s čedičovými vrcholy Großer Teichelberg a Armesberg
- Údolí řeky Waldnaab a Wondrebsenke
- Bavorský les je spolu s Českým lesem rozsáhlou přírodní rezervací. Skalní útvar západně od vrcholového kříže Großer Arber (1 455,5m) Představuje nejvyšší bod v Horní Falci ve výšce 1 439,6 m
- Údolí řeky Náby
- Údolí řeky Vils
- Podunajská nížina, západní část Gäuboden
- Dolnobavorská hornatina jižně od Dunaje

Horní Falc je sopečná oblast, která byla aktivní v třetihorách s přibližně 150 sopkami. Spolu se západními Čechami proběhla v pleistocénu novější vulkanická aktivita na Eisenbühlu, Kammerbühlu a Neualbenreuther Maaru.

## Chráněná území
Ve správním obvodu Horní Falce se nachází 62 přírodních rezervací, 86 chráněných krajinných oblastí, 95 oblastí FFH, 14 ochranných ptačích oblastí EU a nejméně 570 geotopů (stav k březnu 2017). Největší přírodní rezervací v okrese je Regentalaue mezi Cham a Pösing.

Chráněná území Horní Falce
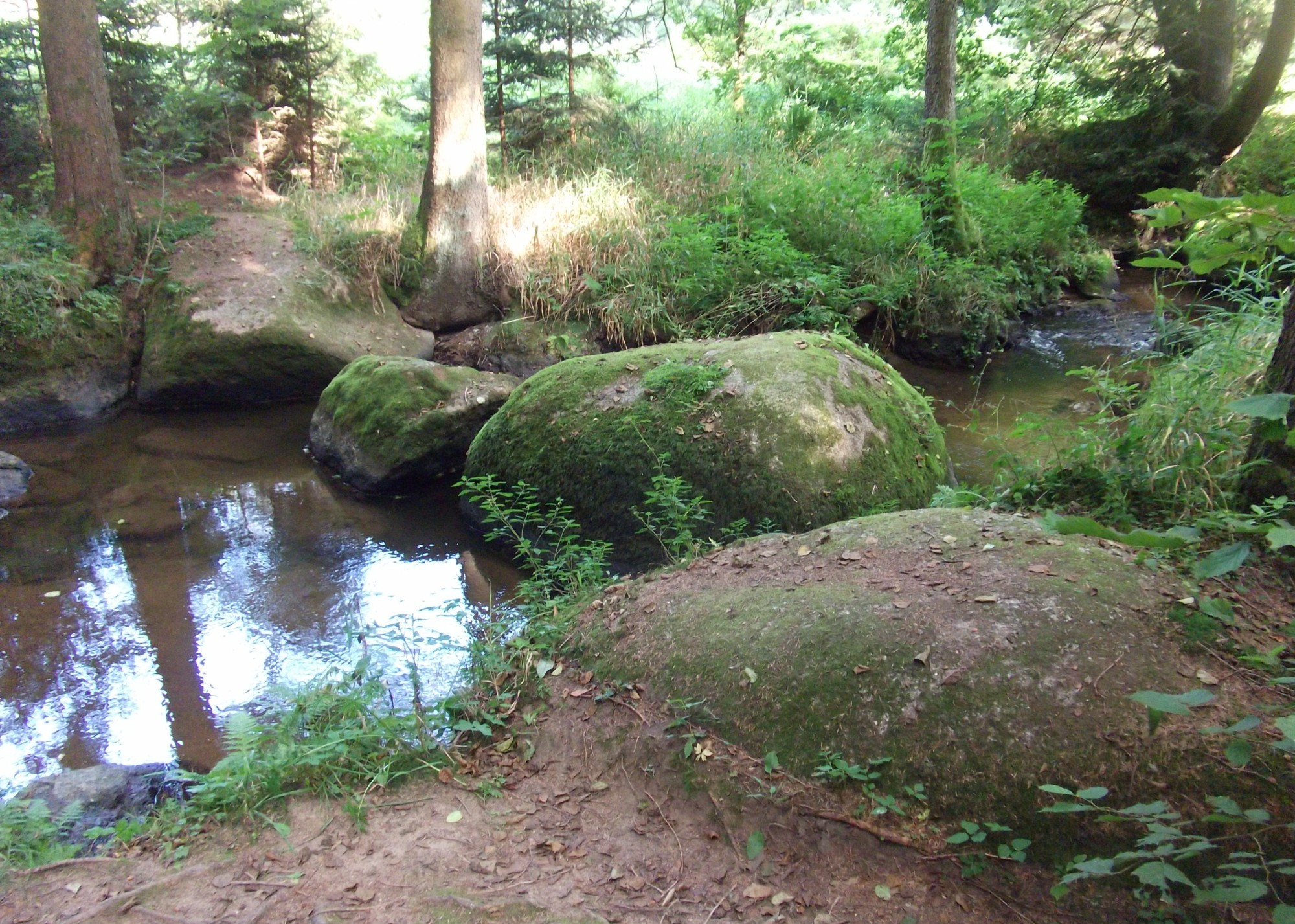
Chráněné území Doost
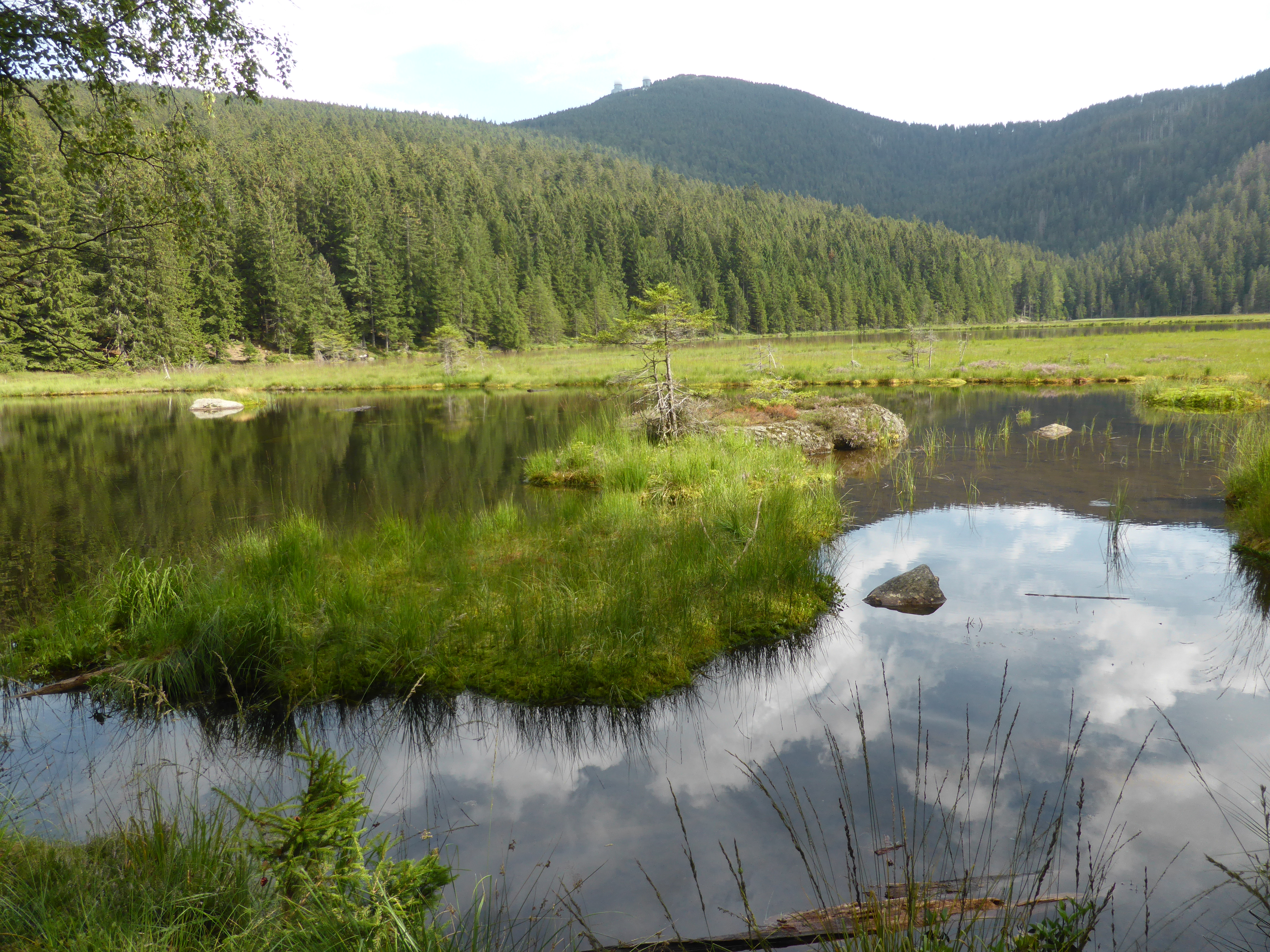
Jezero Kleiner Arbersee
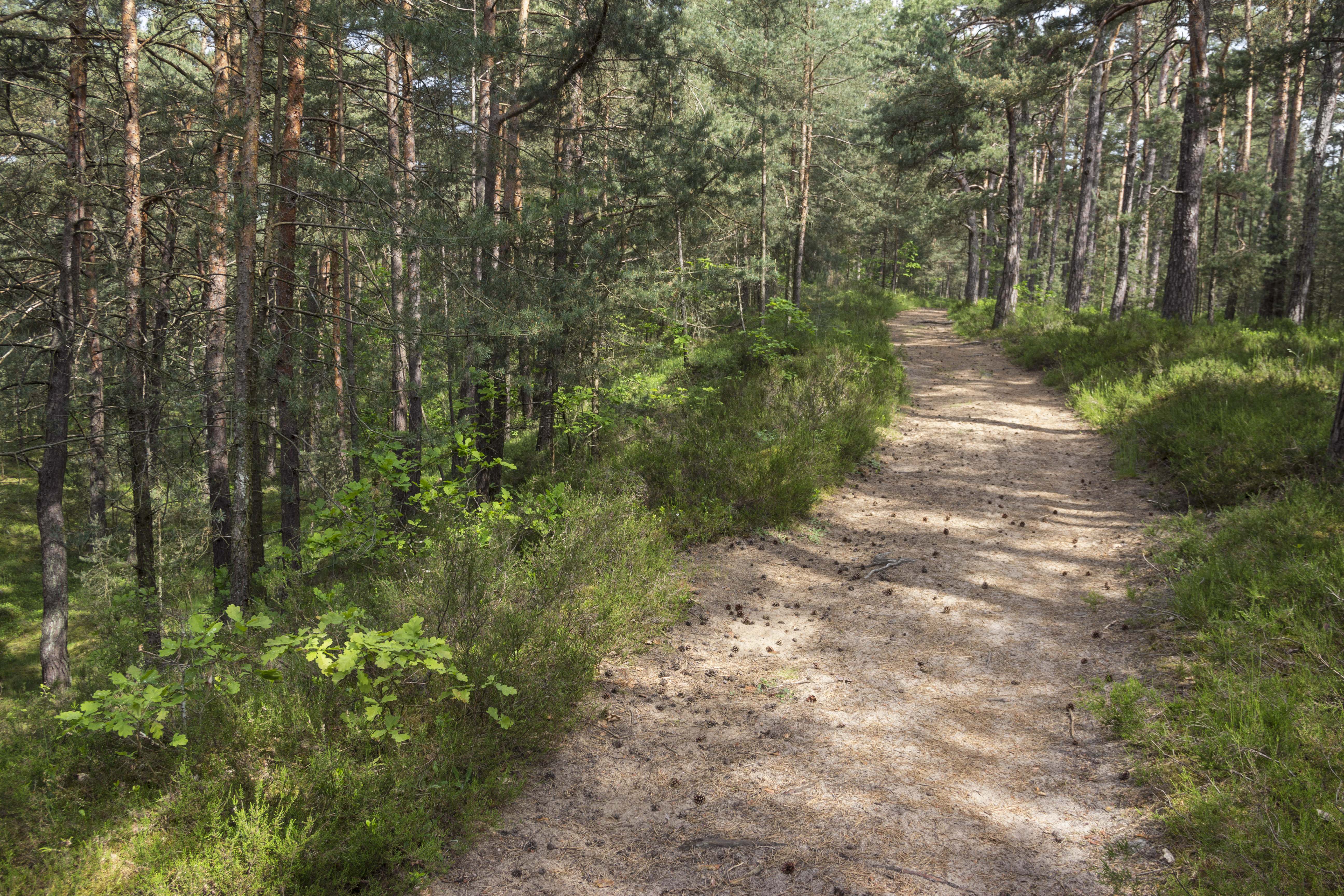
Neumarkter Sanddünen
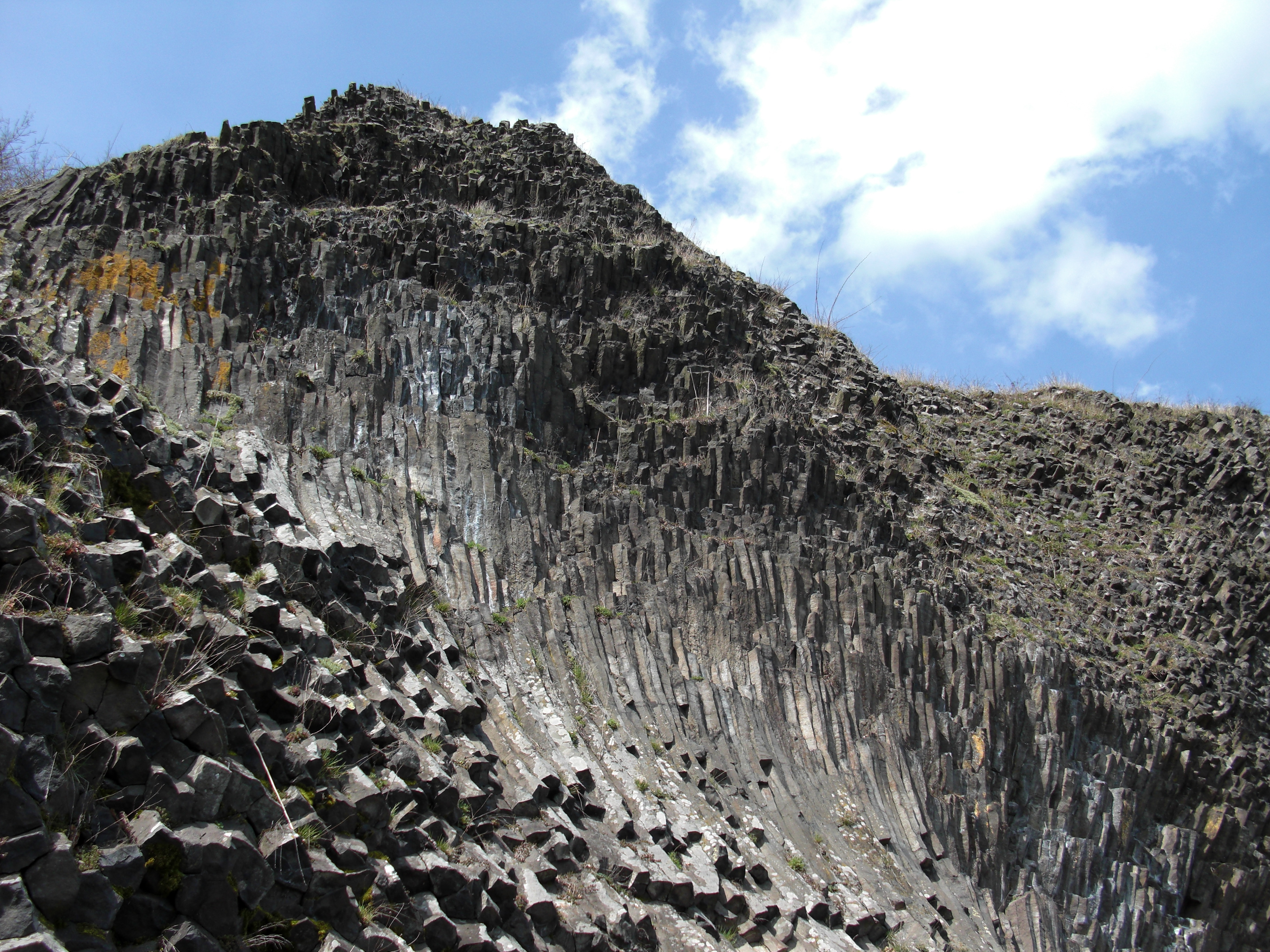
Parkstein Bazaltový kužel
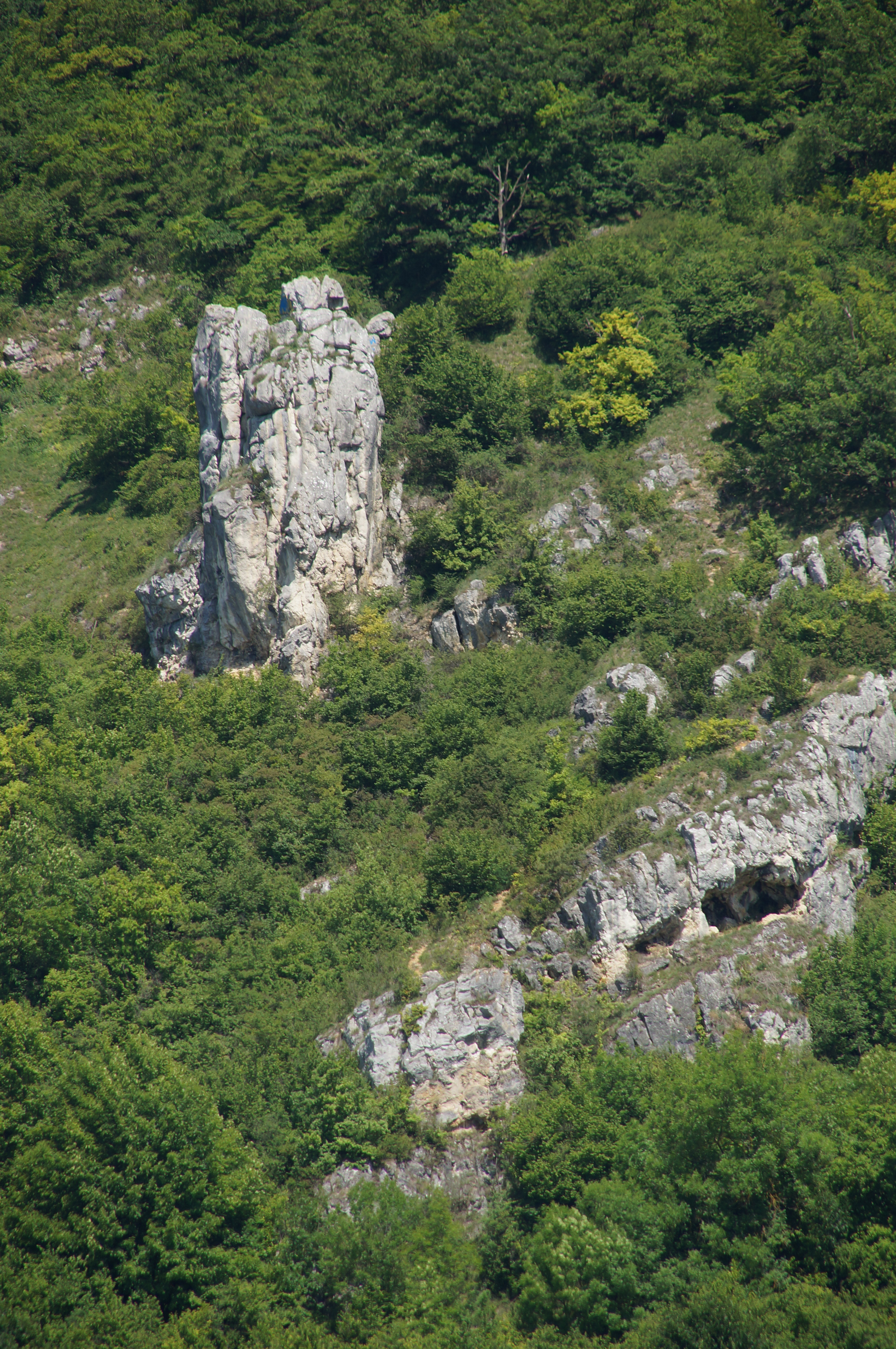
Am Kelstein (Řezno)
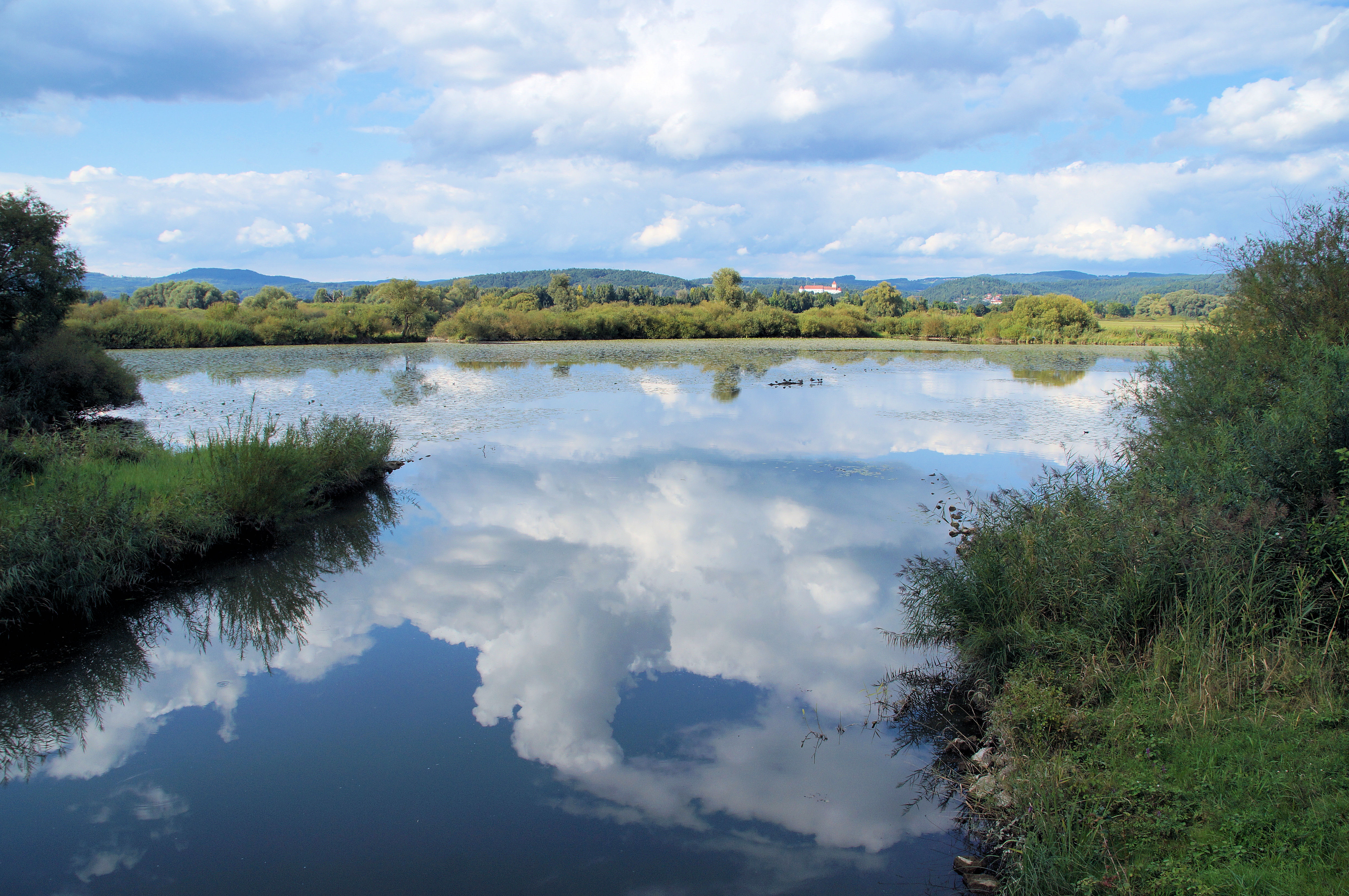
Nivy Pfatterer Au
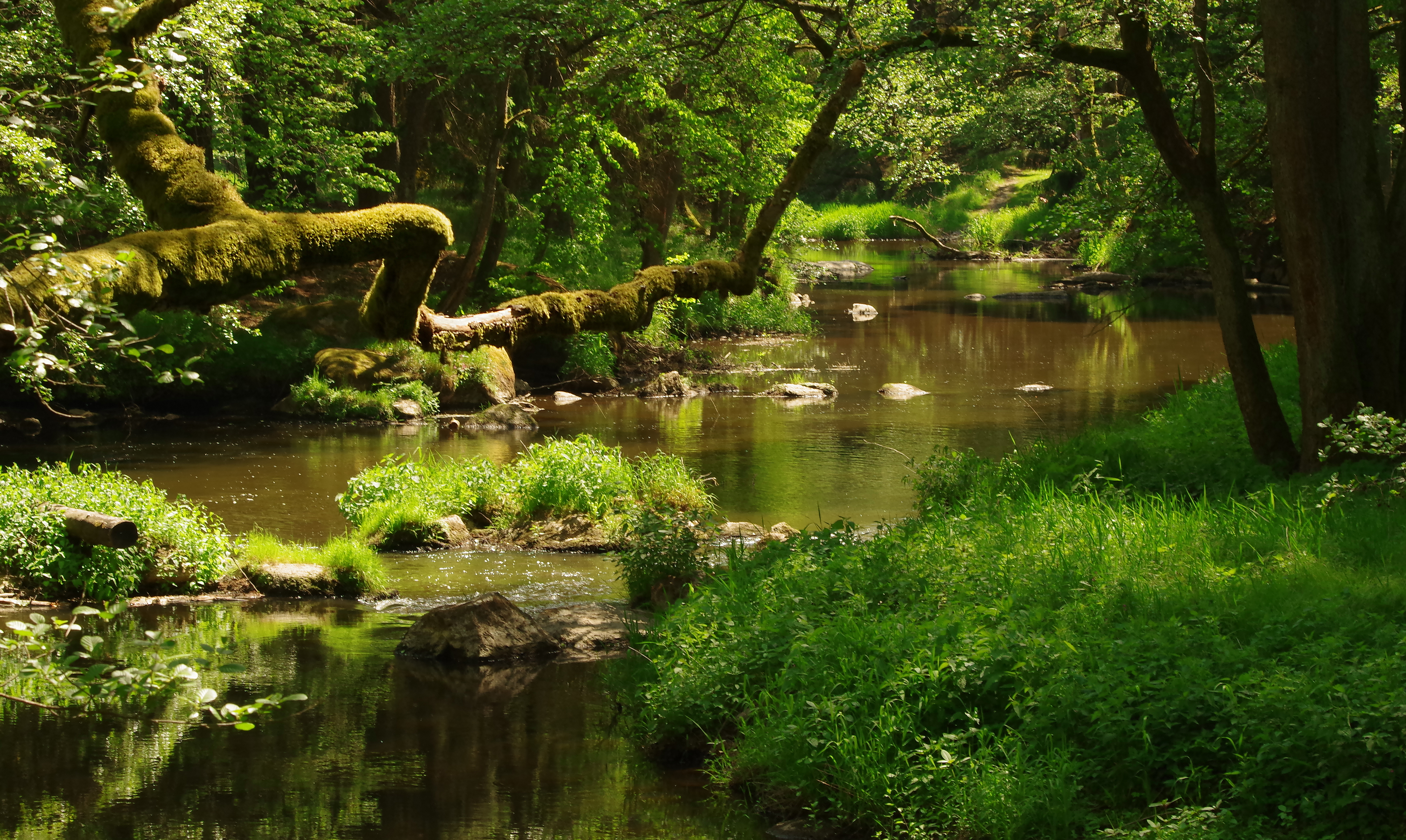
Údolí řeky Waldnaab
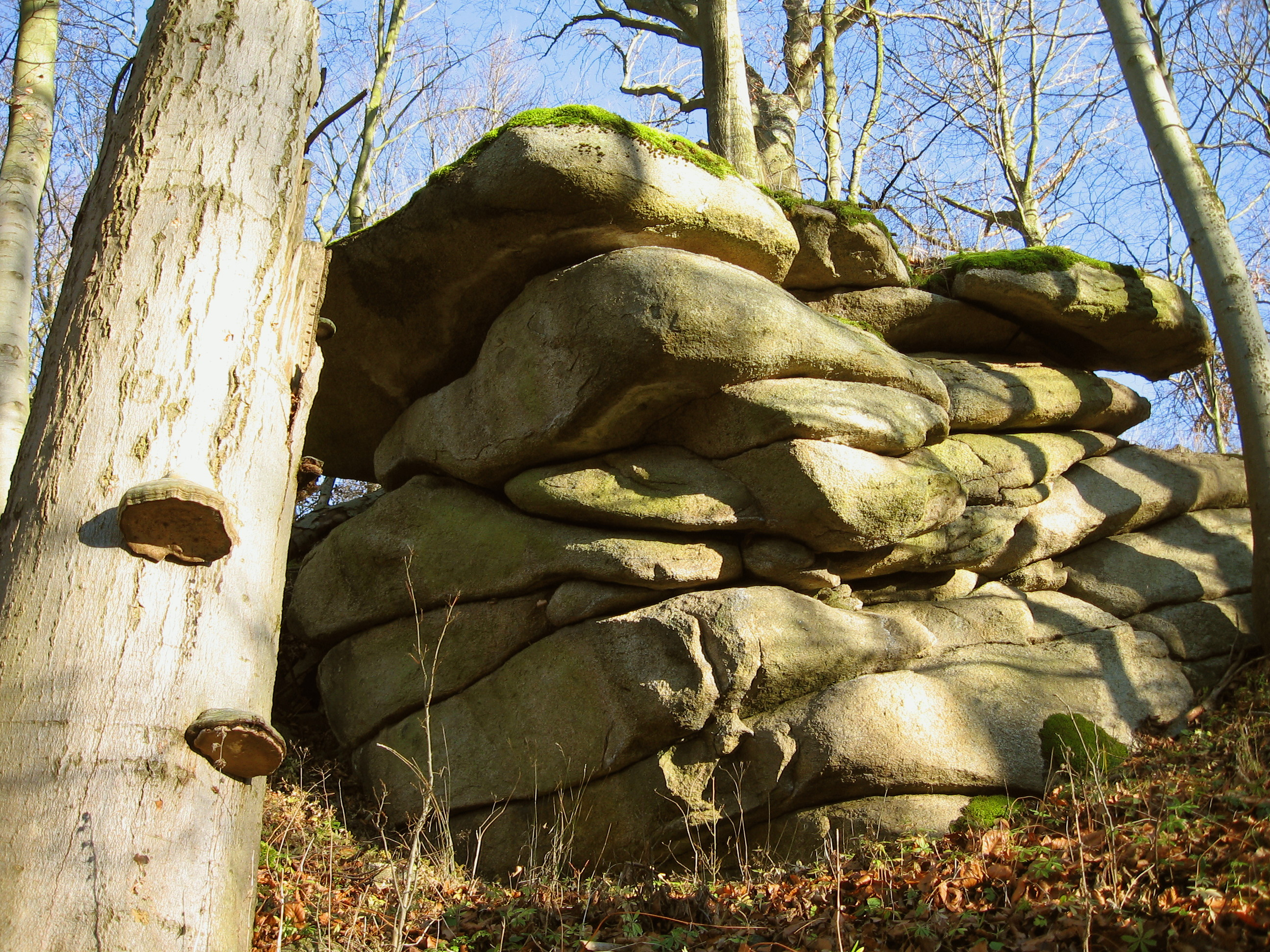
Skalní stolec Schlossberg
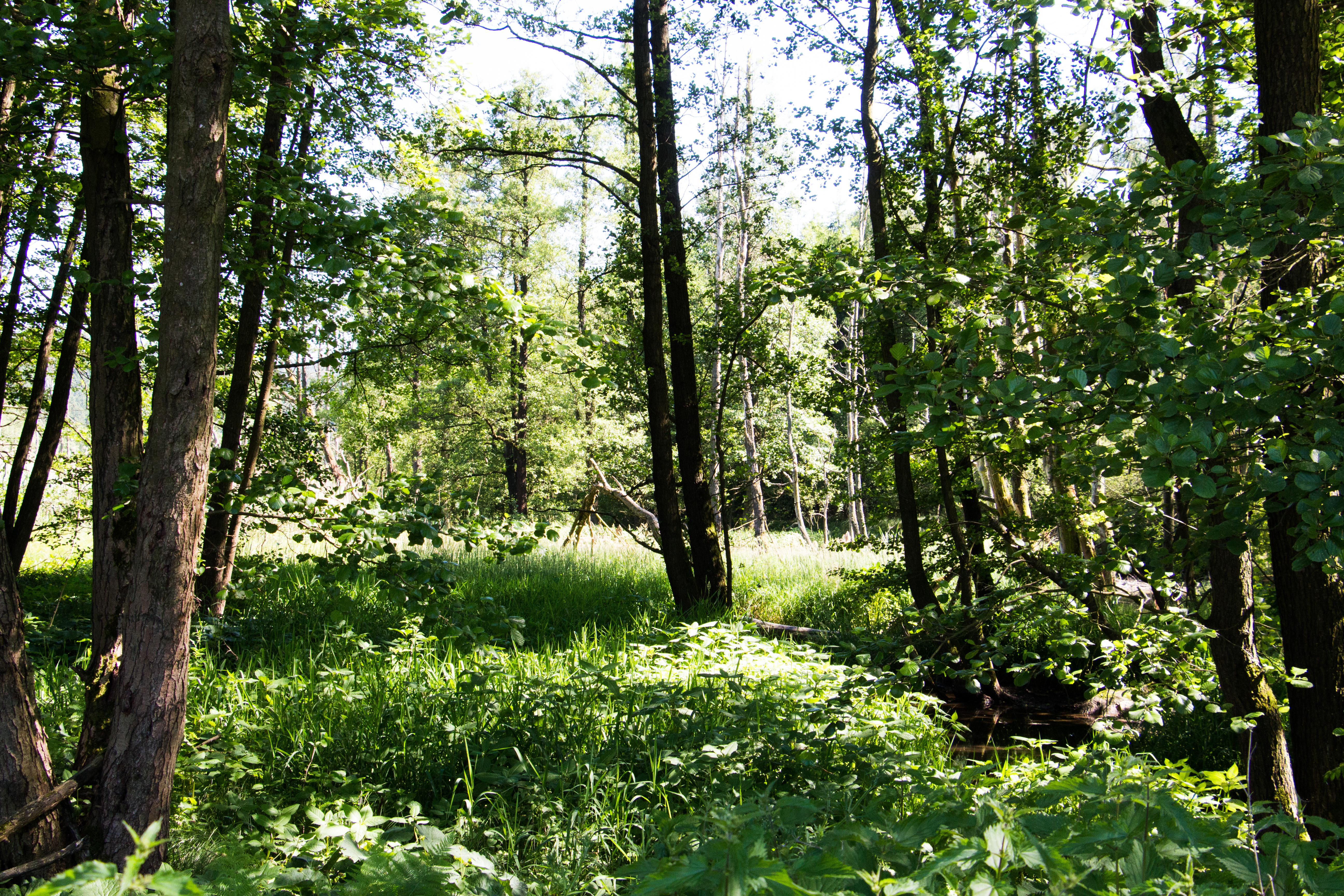
Údolí potoka Ponnholzbach
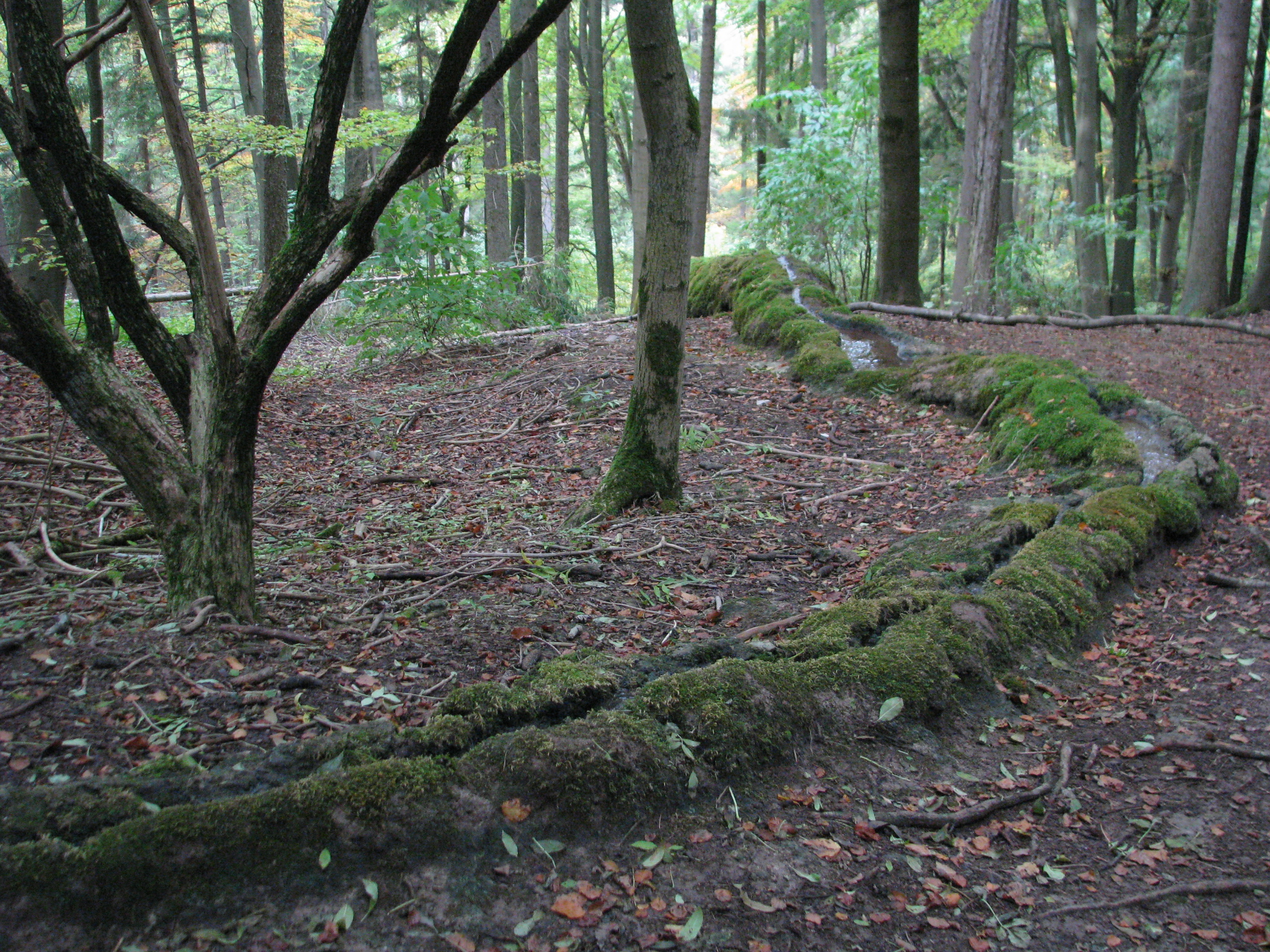
Kamenné žlaby u Erasbachu

## Historie
Historicky je Horní Falc územně totožná s bavorským Nordgau ze 7. až 14. století. Název správního obvodu Horní Falc přímo souvisí s pojmem „Königspfalz“ a od něj odvozený název volební Falc.
Po smrti Ludvíka II. Přísného byl rod Wittelsbachů v roce 1329 Pavijskou dohodou rozdělen na starší - falckou a mladší bavorskou linii, přičemž Falcká linie dostala část oblastí v severním Bavorsku, z kterých později vznikla Horní Falc, lenní závislost Horní Falce ale náležela k Bavorsku. Název Horní Falc vznikl z tohoto označení až na počátku 19. století v rámci reorganizace bavorského království. Horní Falci bylo vládnuto od roku 1329 z Heidelbergu. V 16. století se stala Horní Fac převážně protestantským územím. Po porážce českého Zimního krále a zároveň kurfiřta Fridricha V. Dne 8. listopadu 1620 v bitvě na Bílé hoře obsadilo Horní Falc v roce 1621 Bavorsko, v roce 1628 byla rekatolizována a anektována. Přesunutí obchodních cest do Prahy a Norimberku, devastace třicetileté války a vyhnání protestantů, kteří nechtěli konvertovat ke katolické církvi, způsobily Horní Falci významný hospodářský pokles.
Od roku 1806 do roku 1808 bylo království Bavorska rozděleno na 15 okresů, jejichž názvy vycházely z řek. Regenkreis původně zahrnoval 13 zemských soudů a od roku 1809 okresní město Straubing. V roce 1810 byl značně rozšířen, a to o knížectví řezenské. Poté se Řezno stalo sídlem generálního okresního komisaře. Regenkreis zahrnoval také oblasti Dolnodunajského okresu.
Během územní reformy iniciované králem Ludvíkem I. dne 29. listopadu 1837, kdy se používala historická státní jména, byl název obvodu změněn na Horní Falc a byly přidány okresy Řezno a části Horního hlavního obvodu. 1. dubna 1932 byly správní obvody Dolního Bavorska a Horní Falce a Řezna sloučeny se sídlem vlády v Řezně v rámci programu státního zjednodušení a vytvořily správní obvod Dolního Bavorska a Horní Falce. V roce 1939 byl správní obvod Niederbayern-Oberpfalz rozšířen o okresy Bergreichenstein, Markt Eisenstein a Prachatitz, které patřily až do Mnichovské dohody v září 1938 do Československa a které se k němu v roce 1945 vrátily. Vstupem bavorské ústavy z roku 1946 (BV) v platnost byly správní obvody (okresy) obnoveny v souladu s článkem 185 BV ve formě z období před lety 1932/33.

## Doprava

### Železniční tratě
Následující železniční tratě protínají správní region Horní Falc:
- Řezno – Schwandorf – Weiden – Marktredwitz – Hof – Bad Steben
- Weiden – Bayreuth – Bad Rodach → Agilis
- Norimberk – Neukirchen – Weiden – Neustadt an der Waldnaab
- Norimberk – Neumarkt in der Oberpfalz – Řezno
- Norimberk–Pegnitz–Kirchenlaibach–Immenreuth–Neusorg–Marktredwitz–Cheb
- Řezno–Straubing–Pasov
- Schwandorf–Amberg–Norimberk
- Schwandorf – Cham – Furth im Wald – Česká republika (v rámci dálkové trasy Mnichov–Praha)
- Cham – Bad Kötzting – Lam
- Norimberk–Ingolstadt–Mnichov Nová linka ICE prochází obcí Pyrbaum

Kromě toho existuje celá řada dílčích tras, jako je například železniční trať Řezno–Ingolstadt.

### Silniční a dálniční spojení
Následující dálnice vedou přes region Horní Falc:
- A 3 (Norimberk – Neumarkt in der Oberpfalz – Řezno – Pasov)
- A 6 (Norimberk–Amberg–Schmidgaden–Waidhaus–Praha)
- A 9 (Nürnberg–Ingolstadt) (Vede téměř 2 km přes obec Pyrbaum – na území Horní Falce)
- A 93 (Dreieck Holledau – Řezno – Schwandorf – Weiden – Marktredwitz – Hof)
- Federální silnice 8, 14, 15, 16, 20, 22, 85, 299 a 470

## Turismus
S více než šesti sty hrady a paláci, z nichž se některé dochovaly jen jako zříceniny, svědčící o pohnuté minulosti, je Horní Falc oblastí bohatou na stavební i přírodní památky.
- Hornofalcká jezerní oblast v okolí Schwandorfu
- Labyrint skalních sklepů ve Schwandorfu
- Muzeum rybolovu Horní Falc v Tirschenreuthu
- Skanzen Horní Falc
- Německé muzeum knoflíků v Bärnau
- Historický park Bärnau-Tachov v Bärnau
- Stezka sklářů "Glasstraße" spojuje současné a historické lokality skláren v Horní Falci a Bavorském lese
- Severní částí Horní Falce vede Bavorská porcelánová cesta
- Bavorská železná stezka mezi Pegnitzem, Ambergem a Řeznem
- Město Waldsassen ve Stiftlandu s klášterem Waldsassen
- Zámek Fockenfeld v klášteře Fockenfeld
- Kontinentální hloubkové vrtání poblíž Windischeschenbachu
- Monte Kaolino poblíž Hirschau
- Hornické a průmyslové muzeum Východního Bavorska v Theuern
- Muzeum těžby a místní historie v Erbendorfu
- Hornické muzeum v Auerbachu v Horní Falci
- Centrum Bavaria Bohemia – Přeshraniční kulturní centrum v Schönsee
- Školní muzeum v Sulzbach-Rosenberg
- Archeologické muzeum v Ambergu
- Historické staré město Amberg
- Historické staré město v Řezně (světového dědictví UNESCO)
- Historické staré město ve Weidenu in der Oberpfalz
- Historické staré město v Neumarkt in der Oberpfalz
- Muzeum Lothar Fischer v Neumarkt in der Oberpfalz
- Starý kanál z Neumarktu do Řezna
- Mezinárodní keramické muzeum Weiden
- Hlavní město okresu Řezno
- Síň slávy Walhalla
- Hrad Wörth na Dunaji
- Přírodní park Severní Horní Falc
- Přírodní park Horní Falc
- Přírodní park Horní Bavorský les
- Vorderer Bayerischer Wald
- Přírodní park Hirschwald
- Geotop čedičových kuželů Parkstein
- Zoo Bavorský les v Lohbergu
- Přírodní rezervace Höllohe v Teublitzu
- Historický důl na stříbro a kazivce „Fürstenzeche“ v Lam
- Přírodní park Steinwald s Großer Teichelberg a Pechbrunn
- Přírodní park Altmühltal na jihozápadě Horní Falce

## Osobnosti Horní Falce
- Berta ze Sulzbachu (kolem 1110–1158/60), známá jako byzantská císařovna Irena
- Ruprecht Falcký (1352–1410), římskoněmecký král
- Kryštof III. (1416–1448), norský, švédský a dánský král
- Erasmus Grasser (1450–1518), sochař
- Heinrich Stromer (1476–1542), univerzitní profesor v Lipsku a zakladatel Auersbašských sklepů
- Albrecht Altdorfer (1480–1538), malíř
- Kryštof Mendel von Steinfels (zemřel 1508), biskup z Chiemsee, první rektor univerzity v Ingolstadtu (založena 1472)
- Fridrich V. (1596–1632), kurfiřt falcký, král český
- Erhard Weigel (1625–1699), filozof a matematik
- Franz Ferdinand von Rummel (1644–1716), kníže-biskup vídeňské diecéze (1706–1716)
- Johann Andreas Eisenbarth (známý jako doktor Eisenbarth, 1663–1727), chirurg a léčitel
- Johann Michael Fischer (1692–1766), stavitel
- Kryštof Willibald Gluck (1714–1787), skladatel
- Johan Nikolaus von Luckner (1722–1794), maršál francouzského vojska
- Ignác Günther (1725–1775), sochař
- Franz Troglauer (1754–1801), známý a obávaný kapitán loupežníků
- Johann Andreas Schmeller (1785–1852), jazykovědec
- Kaspar von Steinsdorf (1797–1879), první primátor Mnichova (1854–1870) a zemský poslanec
- Johann Friedrich Franz Burgmüller (1806–1874), skladatel
- Franz Xaver von Schönwerth (1810–1886), folklorista
- Konrad Max Kunz (1812–1875), skladatel bavorské hymny
- Ignatius von Senestrey (1818–1906), biskup
- Gustav von Schlör (1820–1883), politik
- Franz Xaver Witt (1834–1888), skladatel duchovní hudby, zakladatel ceciliánského hnutí
- Josef Feller (1839–1915), bavorský lidový básník
- Ernst Schweninger (1850–1924), lékař
- Johann Flierl (1858–1947), misionář v Nov Guiney
- Wolfgang Bauernfeind (1859–1938), politik a národohospodář
- Dietrich Eckart (1868–1923), pravicový spisovatel a průkopník nacistického hnutí
- Josef Friedrich Schmidt (1871–1948), zakladatel hry Schmidt Spiele
- Max Reger (1873–1916), skladatel, varhaník a dirigent
- Johannes Stark (1874–1957), fyzik a nobelista
- Josef Witt (1884–1954), zakladatel zásilkové firmy Witt Weiden
- Georg Britting (1891–1964), básník
- Theobald Schrems (1893–1963), kapelník v řezenské katedrále
- Anton Wurzer (1893–1955), básník
- Johann Reichhart (1893–1972), poslední bavorský kat
- Rosl Mayr (1896–1981), bavorská herečka
- Therese Neumann (zvaná Resl z Konnersreuthu, 1898–1962), údajně stigmatizovaná dcera krejčího a rolnické dívky
- Alfons Goppel (1905–1991), politik CSU, bývalý bavorský premiér
- Alois Grillmeier (1910–1988), kardinal jáhen z Pechbrunnu
- Martin Wiesedn (1910–2003), pomocný biskup v Bamberku
- Hermann Höcherl (1912–1989), politik CSU, spolkový ministr vnitra a zemědělství
- Karl Flügel (1915–2004), pomocný biskup v Řezně
- Walter Höllerer (1922–2003), spisovatel
- Johannes von Thurn und Taxis (1926–1990), podnikatel